# 比森特·利扎拉祖
比森特·利扎拉祖（巴斯克語發音：[biˈʃente liˈs̪araˌs̪u]；全名为；1969年12月9日—），法國巴斯克族人，出生于圣让德吕兹，前足球運動員，司職左后卫，是1998年世界杯冠軍法國隊成員，也贏得過2000年歐洲國家盃。

## 生平
利扎拉祖屬巴斯克族，其本名来源于巴斯克语。由於長年居於巴斯克族聚居的法國西南部，故職業生涯第一家球會乃法國西南部球會波爾多足球俱樂部。利扎拉祖曾在西班牙效力以巴斯克人為骨幹的西甲球會毕尔巴鄂竞技。
1997年加盟德甲班霸拜仁慕尼黑，是利扎拉祖職業生涯中最光輝時代，當時雄霸德甲的拜仁已贏過多屆德甲聯賽冠軍（1999、2000、2001），2001年更贏得歐洲聯賽冠軍杯，是利扎拉祖球會獎項中最佳成績。他亦代表過法國國家隊贏得1998年世界杯冠軍，兩年後也贏得2000年歐洲國家杯，為國家隊成為歐洲國家中唯一接連贏得世界杯和歐洲國家杯的國家隊，而他也挾歐國盃之餘風協助拜仁慕尼黑取歐洲聯賽冠軍盃冠軍殊榮和豐田杯冠軍。
雖然職業生涯晚期利扎拉祖水準有所下降，但仍贏得三屆德甲聯賽冠軍（2003、2005、2006）。原本2004年他返回法國加盟馬賽，但半年後又再重返拜仁，年半後才宣告退役。至於國家隊則在參加2004年歐洲國家杯後，便宣佈離開。

## 榮譽
拜仁慕尼黑
- 德甲聯賽冠軍：1998/99、1999/2000、2000/01、2002/03、2005/06
- 德國盃冠軍：1998、2000、2003、2005、2006
- 德國聯賽盃冠軍：1997、1998、1999、2000
- 歐洲聯賽冠軍盃冠軍：2001
- 豐田盃 (洲際盃) 冠軍：2001

 法國隊
- 世界盃冠軍：1998
- 歐洲國家盃冠軍：2000
- 洲際國家盃 冠軍：2001、2003

利扎拉祖是歷史上第二位球員在球會級和國家隊級賽事同時成為歐洲和世界冠軍的球員（第一位是其國家隊隊友，同屬巴斯克族的。），而且全數均以主力身份出席決賽：
- 1998年代表法國隊，在世界盃決賽以3-0擊敗巴西隊，贏得世界冠軍（國家隊）。[1]
- 2000年代表法國隊，在歐洲國家盃決賽以加時2-1擊敗意大利隊，贏得歐洲冠軍（國家隊））。[2]
- 2001年代表拜仁慕尼黑，在歐洲聯賽冠軍盃決賽以加時1-1（互射十二碼5-4）擊敗巴伦西亚，贏得歐洲冠軍（球會）。[3]
- 2001年代表拜仁慕尼黑，在豐田盃決賽以1-0擊敗小保加，贏得世界冠軍（球會）。[4]